# Sephisa
Sephisa is een geslacht van vlinders uit de familie Nymphalidae.

## Soorten
- Sephisa chandra
- Sephisa daimio
- Sephisa dichroa
- Sephisa princeps